# Carlos Latuff
Carlos Latuff (* 30. listopadu 1968, Rio de Janeiro) je brazilský politický ilustrátor a karikaturista. Ve svých kresbách zejména karikuje izraelskou politiku a podporuje Palestince, ale vystupuje též proti kapitalismu, neonacismu a na podporu různých levicových aktivit.
Svá díla podepisuje jako Latuff.

## Ukázky tvorby

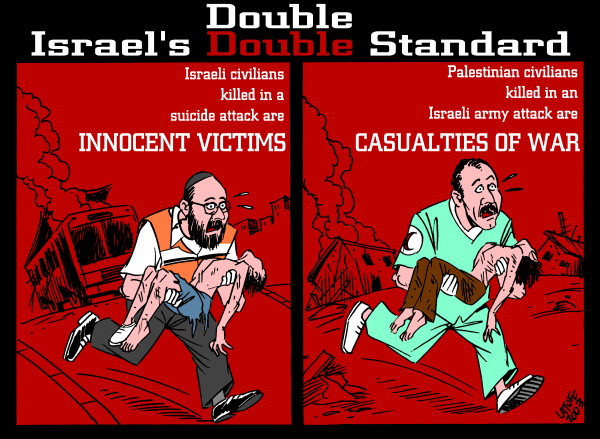
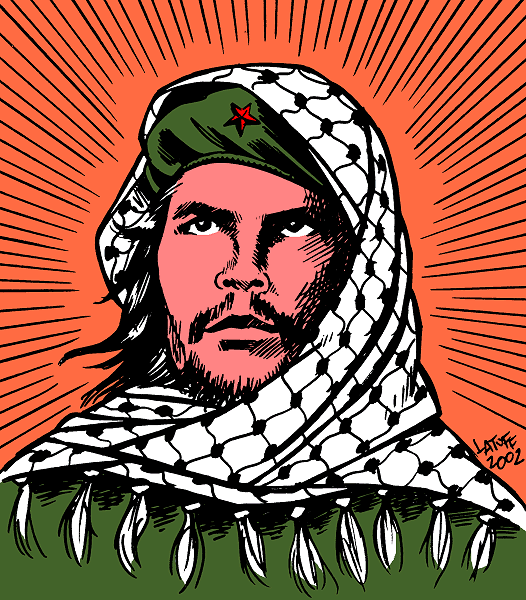
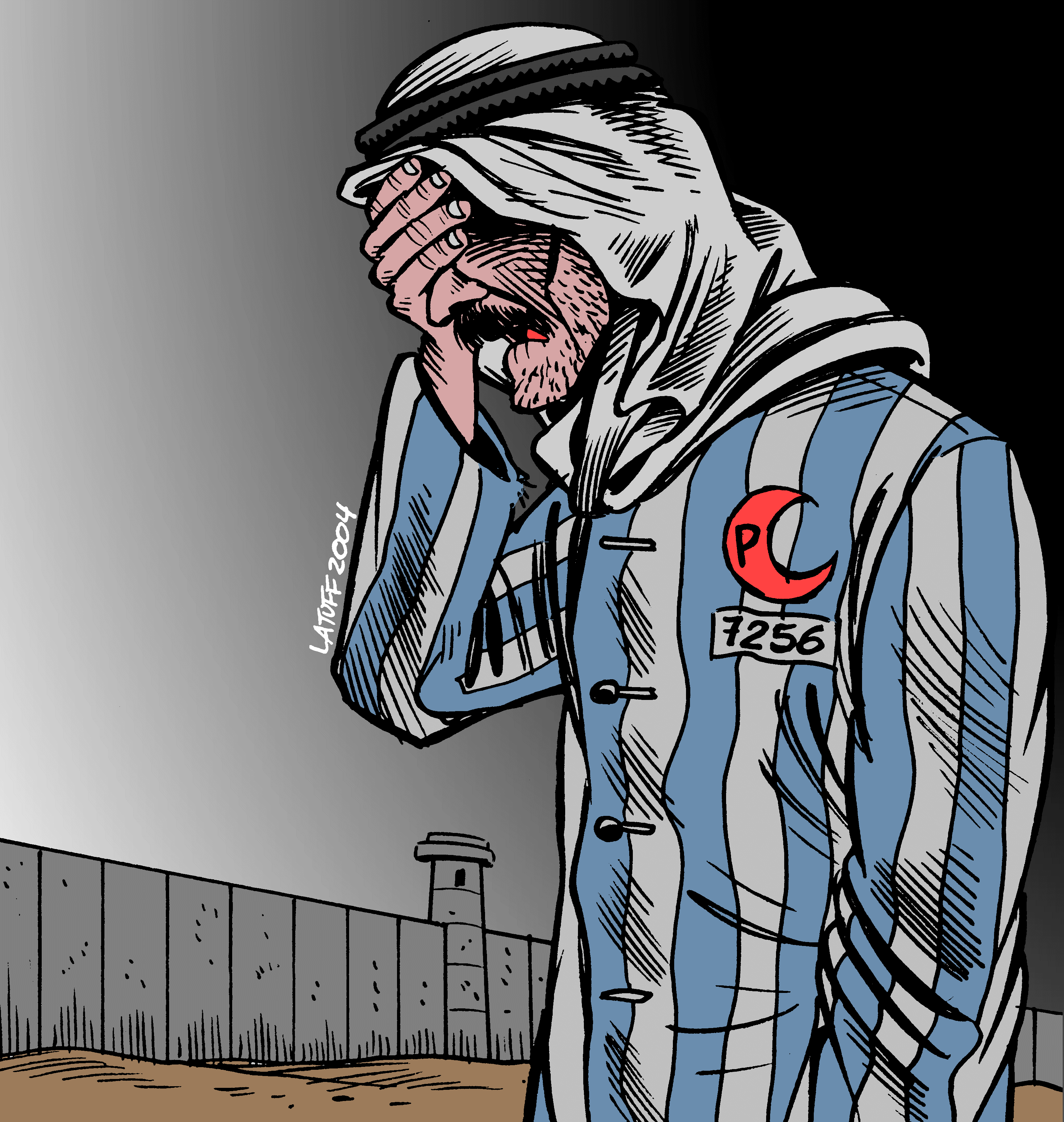
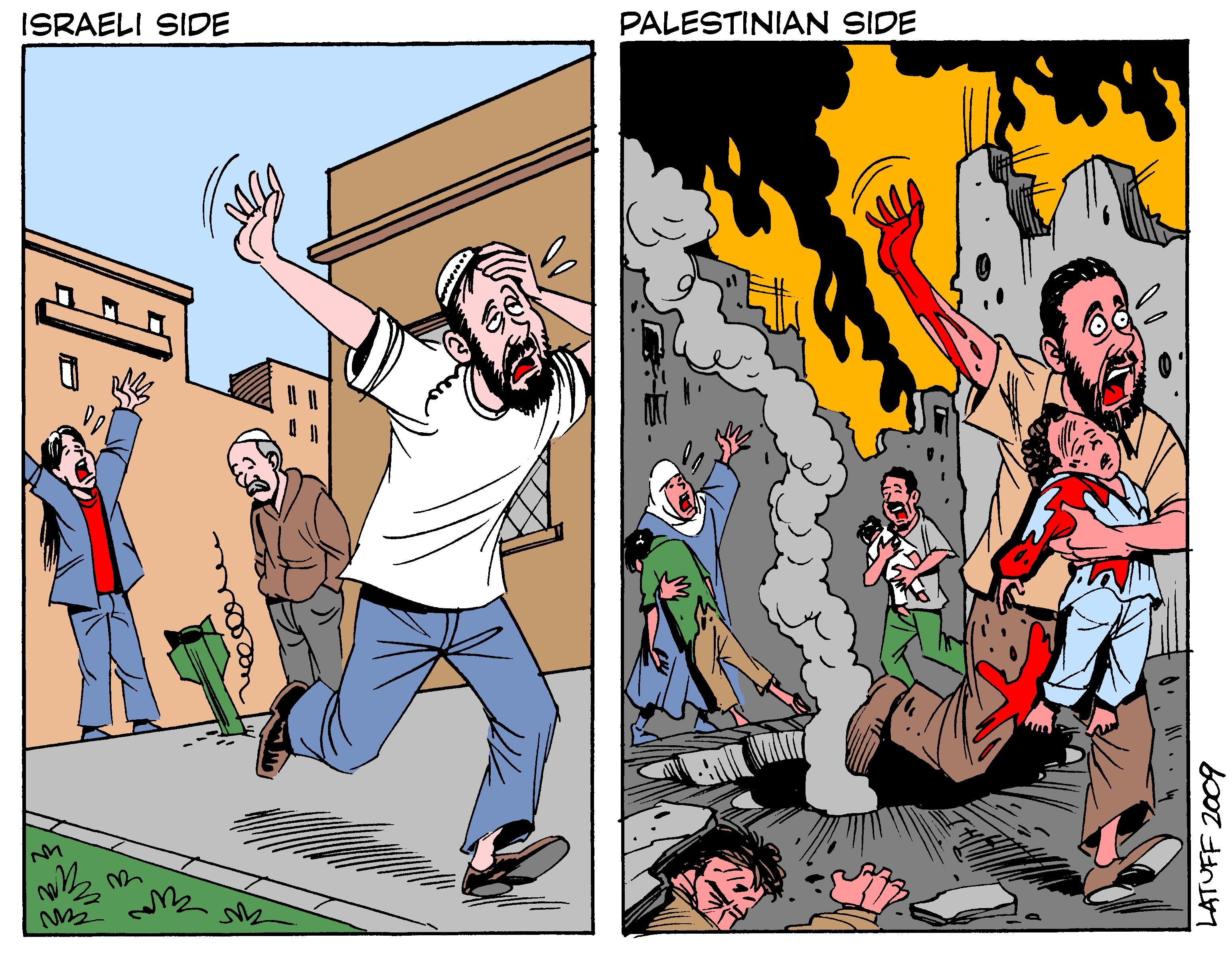
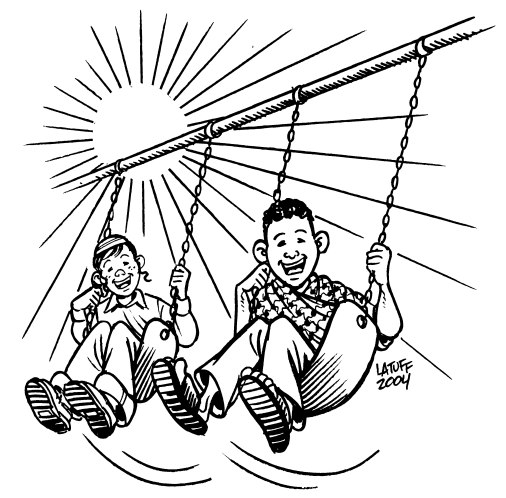
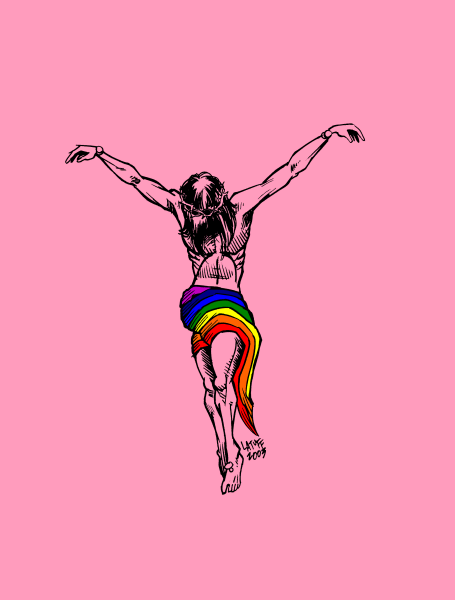
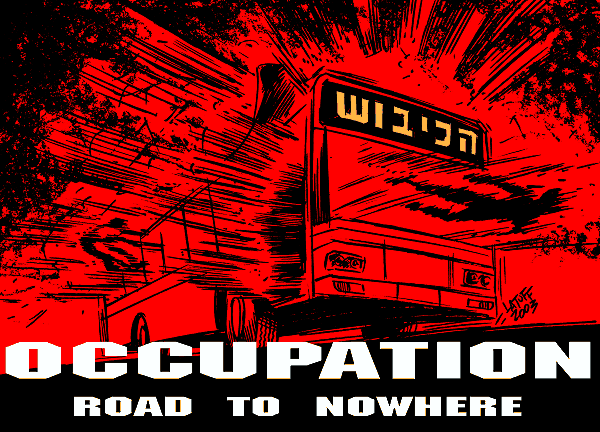